# Lo mejor de Rada
Lo mejor de Rada  es el primer álbum recopilatorio de Rubén Rada. Fue editado en Uruguay por el sello Sondor en 1988.

## Historia
El disco contiene canciones de Rada solista, con la banda Totem, con el Conjunto S.O.S., con Eduardo Mateo y de su colaboración con Camerata Punta del Este. Los temas son pertenecientes al catálogo de Sondor. El sello había comprado los catálogos de los sellos Clave (que previamente había adquirido el catálogo del sello De la Planta) y Antar, y era representante de RCA, por eso pudo incluir canciones de Totem, del disco con el Conjunto S.O.S., y del disco de Camerata Café Concert Vol. 2.
Por pertenecer a otros sellos discográficos, Lo mejor de Rada no incluye canciones del disco Radeces editado por Ayuí / Tacuabé, tampoco de los discos grabados con Opa Magic Time (Milestone Records), A los Shakers (Sazam Records) y Opa en vivo (Orfeo), ni de los discos que Rada había grabado hasta ese momento en Argentina para los sellos Sazam Records: La Banda, La Rada, En familia, La cosa se pone negra,  Raviol Records: Adar Nebur y La yapla mata, e Interdisc: Siete vidas.
Sondor editaría un nuevo compilado de Rada también llamado Lo mejor de Rada en 1993, esta vez en CD, y con diferente selección de temas, y en 1997 editaría Lo mejor de Rada Vol. 2. Ambos compilados incluyen todos los temas seleccionados para el primer recopilatorio Lo mejor de Rada (menos "Completamente a Lucy") más otros temas pertenecientes a los mismos discos de los que este se nutre. Además, para estos dos compilados, Sondor pudo sumar canciones del disco Físico de Rock de 1991, último disco de Rada grabado para el sello.

## Lista de canciones
Lado A
1. Chinga Chilinga (con Camerata Punta del Este, del álbum Café Concert Vol. 2, RCA, 1975.)
2. Biafra (con Totem, del álbum Totem, De la Planta, 1971.)
3. Amigo mío, no sufras tanto (con Conjunto S.O.S., del álbum Rubén Rada y Conjunto S.O.S., Clave, 1976.)
4. Las manzanas (del álbum Rada, Sondor, 1969.)
5. Para hacer la conga (con Eduardo Mateo, del álbum Botija de mi país, Sondor, 1987.)

Lado B
1. Dedos (con Totem, del álbum Totem De la Planta, 1971.)
2. Botija de mi país (con Eduardo Mateo, del álbum Botija de mi país, Sondor, 1987.)
3. Completamente a Lucy (con Conjunto S.O.S., del álbum Rubén Rada y Conjunto S.O.S., Clave, 1976.)
4. Heloísa (con Totem, del álbum Descarga, De la Planta, 1972.)
5. Escapa (del álbum Rada, Sondor, 1969.)

## Ficha técnica
- Todos los temas pertenecen a Rubén Rada salvo "Para hacer la conga" de Eduardo Mateo, "Dedos" de Eduardo Useta y Rubén Rada, y "Escapa" de Rubén Rada y Manolo Guardia.
- Arreglo y direccíón en "Las manzanas" y "Escapa" de Manolo Guardia.